# GMEB2
GMEB2‏ (Glucocorticoid modulatory element binding protein 2) هوَ بروتين يُشَفر بواسطة جين GMEB2 في الإنسان.